# Falklandia rumbolli
Falklandia rumbolli is een spinnensoort in de taxonomische indeling van de Orsolobidae.
Het dier behoort tot het geslacht Falklandia. De wetenschappelijke naam van de soort werd voor het eerst geldig gepubliceerd in 1974 door Schiapelli & Gerschman.